# Luisgé Martín
Luisgé Martín, nombre artístico de Luis García Martín (Madrid, enero de 1962), es un escritor español.

## Biografía
Estudió la Primaria y el Bachillerato en el Colegio San Viator de Madrid y el COU en el Instituto "Emilio Castelar", en el barrio de Carabanchel. Licenciado en Filología Hispánica por la Universidad Complutense (1985), hizo después un máster en Gerencias de Empresas en el Instituto de Empresa de Madrid. Ha trabajado en diversas editoriales, primero en SM y después en Ediciones del Prado. Como miembro destacado del PSOE fue asesor de la ministra de cultura Ángeles González-Sinde.
Entre sus aficiones, además de la lectura, destacan el gusto por los viajes y por el cine. Defensor de la normalización de la vida pública de los homosexuales, está casado con el ilustrador Axier Uzkudun. Colabora con cierta frecuencia en el diario  El País y en otras publicaciones periódicas. Firmó sus primeros libros como Luis G. Martín y, desde 2009, como Luisgé Martín. Desde el año 2010 publica un blog El infierno son los otros.

## Obra literaria
La obra literaria de Luisgé Martín está formada por tres libros de cuentos y ocho novelas, además de algunas ediciones de autores clásicos y numerosos relatos aparecidos en revistas y en volúmenes colectivos.

### Cuentos
Como cuentista, Luisgé Martín ha reconocido la influencia de Borges y de Cortázar. Él mismo ha definido el cuento como una "fábula moral", dotado de una "arquitectura de relojería siempre despojada de flecos ornamentales" y en el que son elementos fundamentales "la simplificación, la depuración (...) y el desenlace, inesperado y sorprendente, que manifiesta el sentido último de la narración o su juego paradójico". El tema recurrente en la mayoría de sus cuentos es el del amor, fatal pero imposible. Sus personajes (muchos de sus cuentos se titulan con el nombre del o de la protagonista) se ven sacudidos por una pasión invencible que les arrastra hasta la destrucción. En cuanto al estilo, lo más destacado es el tono narrativo distante y reflexivo, como el de un notario que levantara acta de unos sucesos, terribles en sí mismos, pero que, contados con aparente distanciamiento y sin pasión por un narrador neutro, producen una sensación de desasosiego en el lector. Se trata de amores oscuros, que no consiguen manifestarse a la luz de los demás, pero en los que ocurre como con el erizo, que tras su piel exterior de púas cortantes, encierra en su interior una carne tierna y de aroma dulce, tal como se dice en la cita que encabeza su segundo libro de relatos. 
En 2004 se publicó la antología Tu piel en mi boca (editorial Egales), con cuentos homoeróticos en la que Luisgé Martín participó junto a autores de la talla de Luis Antonio de Villena, Marcelo Soto, Lawrence Schimel, Norberto Luis Romero, Pablo Peinado, Mario Merlino, Eduardo Mendicutti, Antonio Jiménez Ariza, José Infante, Juan P. Herráiz, Francisco J. Gutiérrez, Luis Deulofeu, Moncho Borrajo, Luis Algorri y Leopoldo Alas Mínguez. 
En 2012 un cuento suyo titulado «Los dientes del azar» ganó el premio Vargas Llosa NH de relatos. Trata sobre el terrorismo en el País Vasco.
En 2014 participó en la antología de autores gais Lo que no se dice de la editorial Dos Bigotes con su cuento «El esplendor en la hierba», ambientado en el ámbito del fútbol.
En 2023 Martín participó en un libro titulado Yo no tengo la culpa de haber leído a Mendicutti, antología de palomos cojos (Egales), en el que veintitrés autores, con cuentos o artículos ensayísticos, homenajean a Eduardo Mendicutti.

### Novelas
La primera de sus novelas, La dulce ira (1995), es una falsa novela histórica. Ambientada en la España del siglo XVI, nos narra a través de un aparente cronista anónimo, la vida azarosa de Gerónimo de Letona y las Mendozas, hijo único de una familia noble en el reinado de Carlos V. El narrador nos advierte de entrada que el propósito del libro no es otro que el de "servir a la dignificación de los tan nobles como vilipendiados sentimientos del rencor y la venganza". Efectivamente, Gerónimo se nos presenta en la novela como una especie de ángel exterminador, enviado por el diablo, que solo siente alivio a su angustia destruyendo a quienes tiene cerca de sí. 
La muerte de Tadzio (2000) es, a la vez, un homenaje y desmentido a las obras de Thomas Mann y de Luchino Visconti, que le sirven de apoyo narrativo: el joven Tadzio de Muerte en Venecia es ahora casi un anciano que vuelve a Venecia a morir y rememora lo que ha sido su vida de músico famoso y de enamorado de la belleza juvenil masculina. Viejo ya, el recuerdo de una frase de Mann ("la injusticia que la hermosura engendra") confronta su propia decrepitud física con la exuberancia de los jóvenes muchachos, y de ese espejo nacerá su última decisión: el asesinato del joven que juega con él de la misma manera que él hiciera, adolescente, con el viejo escritor que le admiraba en la playa. El autor no ahorra, como es habitual en él, escenas y sucesos de cierta truculencia, que contrastan con el estilo reposado y sereno que desprenden los recuerdos del protagonista.
Los amores confiados (2005) tiene dos grandes diferencias con las narraciones anteriores: primero, la acción se desarrolla en el tiempo actual; segundo, el narrador quiere identificarse con el autor, hasta el punto que pudiera hablarse, en muchos momentos, de una novela autobiográfica. Ambos elementos llevan a que la novela esté escrita de manera mucho más suelta que las anteriores, sin los artificos literarios ("paraísos estéticos", en palabras del autor), que a veces las perjudicaban. Si el rencor, la venganza y la destrucción eran los ejes de su primera novela, y la imposibilidad de la eterna belleza y juventud el de la segunda, ahora serán los celos quienes muevan los hilos de este relato. Frente a los finales violentos de sus novelas anteriores, hay un evidente asentamiento sentimental en el narrador cuando afirma: "Ahora sé que el amor es una experiencia calmada y no una pasión terrible".
Algunos elementos de la novela anterior se proyectan en la Las manos cortadas (2009). El más evidente es la presencia del narrador, que es un novelista claramente identificado con el autor. De ahí el tono casi periodístico de una historia que pudo haber pasado (o, al menos, que el lector piensa que pudo haber pasado). ¿Y cuál es esa historia? Pues la existencia de unas cartas que, de ser ciertas, dejarían bastante mal parada la imagen que hoy tenemos de Salvador Allende, el asesinado presidente de Chile. La novela se convierte así en una historia a medias política y a medias policíaca, ambientada en el Chile post Augusto Pinochet. A esta trama histórica, el narrador añade otra amatorio-novelesca, compleja y llena de sorpresas.
En 2012 publicó en la editorial Anagrama una novela titulada La mujer de sombra, que el crítico Rodríguez Rivero emparentó, por su profundidad psicológica, con la literatura de Tanizaki. Por su parte, el también crítico Pozuelo Yvancos, ha dicho que "La habilidad de Luisgé Martín es haber conseguido que las condiciones de lo horrible no susciten en el lector rechazo frontal al nutrir una buena novela."

### Obras autobiográficas
En El amor del revés (Anagrama, 2016) cuenta el descubrimiento y progresiva aceptación (con etapas de rechazo y tratamiento psicológico y con terapias conductistas) de su homosexualidad.

### El odio
En 2025, la editorial Anagrama anunció la publicación de El odio, una obra centrada en el caso del filicida José Bretón, que pronto se vio envuelta en una fuerte polémica. La cronología de los hechos fue la siguiente:
- Martín comenzó a escribir el libro con el propósito de comprender por qué alguien podría llegar a matar a sus propios hijos. Para ello, mantuvo contacto con José Bretón durante más de tres años a través de cartas y llamadas telefónicas.
- La publicación estaba prevista para el 26 de marzo de 2025. Sin embargo, al día siguiente, Anagrama suspendió indefinidamente la distribución del libro tras una denuncia presentada por Ruth Ortiz, madre de las víctimas, y una solicitud de la Fiscalía de Menores de Barcelona.
- La semana anterior, dicha fiscalía ya había pedido la paralización de la obra, advirtiendo a la editorial sobre una posible vulneración de los derechos al honor, la intimidad y la propia imagen de los menores. Ante esta situación, Anagrama optó por suspender la distribución como medida de prudencia y respeto hacia la exesposa de Bretón y las víctimas, a pesar de defender su derecho a publicar el texto.
- El 9 de abril de 2025, la Audiencia de Barcelona autorizó la publicación del libro. En su auto, fechado el 7 de abril y de carácter firme —es decir, sin posibilidad de recurso—, los magistrados advirtieron al Ministerio Público que su petición de frenar la distribución podía incurrir en censura previa.
- La decisión final quedó entonces en manos de Anagrama, que había paralizado el lanzamiento a la espera de la resolución judicial. Finalmente, el 16 de abril de 2025, la editorial anunció la rescisión del contrato de publicación y distribución de El odio, que ya había sido rechazado por varias librerías.[9] En su comunicado, Anagrama afirmó: “En una sociedad democrática debe existir un equilibrio entre la libertad creativa como derecho fundamental y otros principios morales. Por ello, considera que las obras basadas en hechos reales requieren una dosis doble de respeto y sensibilidad”.[10]

## Premios
- Premio Herralde de Novela (2020), por Cien noches.[11]
- Premio Vargas Llosa NH de relatos (2012)
- Premio del Tren "Antonio Machado" de Cuento (2009)
- Premio Ramón Gómez de la Serna (2000)

### Novelas y relatos
- 1989: Los oscuros (relatos). Alfaguara
- 1995: La dulce ira. Alfaguara
- 2000: La muerte de Tadzio. Alfaguara. Premio Ramón Gómez de la Serna
- 2002: El alma del erizo (relatos). Alfaguara
- 2005: Los amores confiados. Alfaguara
- 2009: Las manos cortadas. Alfaguara
- 2010: Los años más felices (relato). Fundación de los Ferrocarriles Españoles. Premio del Tren
- 2012: La mujer de sombra. Anagrama.[5] Traducido al inglés en 2014 como  Woman in darkness. Hispabooks Publishing[12]
- 2013: La misma ciudad. Anagrama
- 2013: Donde el silencio. Imagine Ediciones. VIII Premio Llanes de Viajes 2013
- 2013: Todos los crímenes se cometen por amor (relatos). Salto de Página
- 2014: Toda una vida. La Pereza Ediciones
- 2015: La vida equivocada. Anagrama
- 2020: Cien noches (Premio Herralde de Novela 2020)

### Memorias
- 2016: El amor del revés. Anagrama.[7][13][14]

### Ensayo
- 2018: El mundo feliz. Una apología de la vida falsa. Anagrama

### Ediciones
- 1992: Julio Cortázar: La autopista del Sur y otras historias. Bruño
- 1995: Cuentos españoles contemporáneos (1975-1992). Bruño
- 2000: Lazarillo de Tormes (versión modernizada). Edelvives
- 2002: Amante del sexo busca pareja morbosa (edición de cartas pornográficas reales). Temas de Hoy